# Дум-метал
Дум-ме́тал (англ. doom metal, от doom — «рок», «гибель», «злая судьба») — экстремальный поджанр метала с преобладанием медленных темпов, низко настроенных гитар и гораздо более «плотного» или «тяжёлого» звучания, чем у других жанров хеви-метала. И музыка, и лирика в этом жанре призваны выражать чувство отчаяния, страха и обречённости. Жанр находится под сильным влиянием раннего творчества Black Sabbath, которые сформировали прототип дум-метала. В течение первой половины 1980-х годов ряд английских (Witchfinder General, Pagan Altar) и американских групп (Pentagram, Saint Vitus, The Obsessed, Trouble и Cirith Ungol), а также шведская группа Candlemass выделили дум-метал в отдельный жанр. Pentagram, Saint Vitus, Trouble и Candlemass были названы «Большой четверкой дум-метала».

## Характеристика

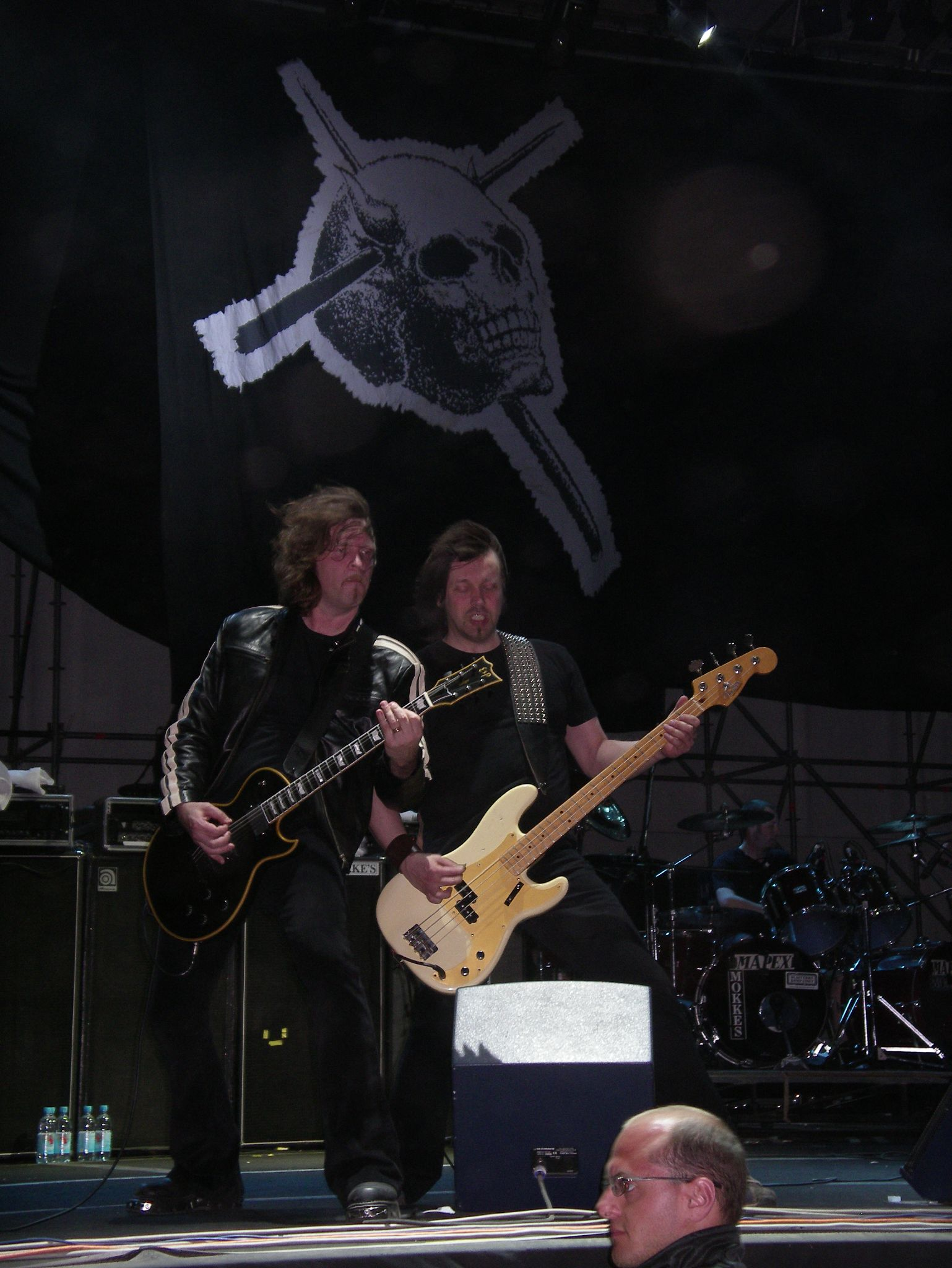
Лейф Эдлинг и Матс Бьёркман из Candlemass: группы, давшей имя дум-металу

Характерными чертами для дум-метала являются:
- Довольно медленный темп музыки[5][6].
- Доминирующие «жёсткие» гитарные партии[5].
- Тяжёлая и мрачная атмосфера[7], преобладающие печальные интонации[5].
- В основном «чистый», но «депрессивный» вокал[5].
- Нередко встречаются нехарактерные для экстремального метала эффекты или инструменты (хоры, орган, колокола)[5].

Частыми тематиками песен являются тьма, отчаяние, меланхолия, смерть, потеря близких, несчастная любовь.

## История

### Истоки (конец 1960-х–1970-е годы)
Первые следы дума в рок-музыке можно услышать ещё в песне «I Want You (She’s So Heavy)» (1969) группы The Beatles. Black Sabbath обычно считаются прародителями дум-метала. Музыка Black Sabbath сама по себе стилистически уходит корнями в блюз, но с намеренно думовой и громкой игрой на гитаре Тони Айомми, а также с необычными для того времени тёмными и пессимистичными текстами и атмосферой, они установили стандарты раннего хеви-метала и вдохновили различные дум-метал-группы. В начале 1970-х и Black Sabbath, и Pentagram (также как сайд-группа Bedemon) сочиняли и исполняли эту тяжёлую и мрачную музыку, которая в 1980-х годах стала известна и упоминалась как дум-метал последующими музыкантами, критиками и поклонниками. Джо Хассельвандер, барабанщик Pentagram, также назвал такие группы, как Black Widow, Toe Fat, Iron Claw, Night Sun и Zior, первопроходцами дум-метала.
Помимо Pentagram и Black Sabbath, другие группы 1970-х годов оказали сильное влияние на развитие жанра. Blue Cheer часто называют одной из первых стоунер-метал-групп. Благодаря использованию громких усилителей и гитарной обратной связи их дебютный Vincebus Eruptum (1968) создал шаблон для подражания других исполнителей. Uriah Heep выпустили альбом Demons and Wizards, включающий «Easy Livin’» в 1972 году. Несмотря на отсутствие пессимистичного лирического содержания своих современников, валлийская хеви-метал-группа Budgie также выпустила тяжелые песни, которые были одними из самых громких в свое время, стилистически повлияв на различные дум-метал группы. Песня «No Quarter» группы Led Zeppelin считается одним из самых ранних примеров дум-метал-песни, созданной рок-группой. На ранний дум-метал также оказали влияние японские альбомы психоделического рока, такие как Kirikyogen группы Kuni Kawachi & Friends и Satori группы Flower Travellin' Band. Одноименный дебютный альбом Bang 1971 года считается важным предшественником дум-метала. Другие известные группы включают Sir Lord Baltimore, Buffalo, Necromandus, Lucifer's Friend, и Leaf Hound.

### Развитие (1980-е)
В начале-середине 1980-х годов группы из Англии и США внесли большой вклад в формирование дум-метала как отдельного жанра. В 1982 году английские первопроходцы Witchfinder General выпустили свой дебютный альбом Death Penalty. В 1984 году два американских первопроходца также выпустили свои дебютные альбомы — Saint Vitus выпустили свой одноименный альбом, а Trouble выпустили Psalm 9. В том же году американская группа Cirith Ungol (образованная в 1971 году) выпустила свой второй студийный альбом King of the Dead, который многие считают ранним источником влияния на дум. В следующем году американская группа Pentagram выпустила свой дебютный альбом Relentless. Шведская группа Candlemass также оказала влияние со своей первой записью Epicus Doomicus Metallicus в 1986 году, от которой и произошло название эпик-дум-метала.
Некоторые дум-метал группы также находились под влиянием андеграундного готик-рока и постпанк-сцены 1980-х годов, демонстрируя сходство с темными темами, затронутыми в текстах песен, и атмосферой, с которой сталкиваются оба музыкальных стиля. Дум-метал группы, такие как Mindrot, часто описывались как нечто среднее между дэт-металом и готик-роком.

## Региональные сцены

### Луизиана
Рассматриваемая, как родина сладж-метала, эта сцена возникла в конце 1980-х в Новом Орлеане. Представители данной сцены включили в своё звучание некоторые элементы хардкор-панка. Пионерами данной сцены являются Exhorder, которые совместили элементы дум- и трэш-метала. В 90-х годах в штате возникло несколько сладж- и стоунер-метал-групп, которые испытали влияние таких коллективов, как Black Sabbath и Melvins, и привнесли в своё звучание элементы таких жанров, как хардкор-панк и сатерн-рок. Известные представители: Eyehategod, Down, Exhorder и Crowbar.

## Разновидности дум-метала
Пройдя несколько стадий роста и прогресса за время своего существования, сейчас дум-метал принимает множество форм. Также появилось множество достаточно далёких от дума и дум/дэта ответвлений вроде стоунер-метала, сладж-метала и дроун-метала.

### Традиционный дум-метал
Традиционный дум-метал (англ.  traditional doom metal) — медленный, меланхоличный, базирующийся на риффах метал, возникший под влиянием Black Sabbath и движения NWOBHM. Типичные представители: Saint Vitus, Pentagram, Candlemass, Solitude Aeturnus, Solstice, Reverend Bizarre.
Историю традиционного дум-метала делят на четыре волны: первая волна начинается с создателей всего жанра — прото-дум-групп Black Sabbath и Pentagram; вторая волна затрагивает середину 1980-х годов, особенно работы групп Saint Vitus и Candlemass; третья волна начинается с успешного дебютного альбома Cathedral — Forest of Equilibrium; четвёртую волну связывают с Reverend Bizarre.

### Эпик-дум-метал
Эпик-дум-метал (англ. epic doom metal) — поджанр, напоминающий традиционный дум-метал с более сильным влиянием средневековья и/или фэнтези. Вокалисты используют чистое, оперное и хоровое пение, а аккомпанементом служит игра на клавишных и ударных, выполняемая напыщенным образом, чтобы вызвать чувство «эпичности». В лирике и образах присутствует влияние фэнтези или мифологии. Эпик-дум уходит корнями в более традиционный метал, копируя некие концепции прото-думских групп, таких как Black Sabbath. В пример можно привести такие известные эпик-дум-группы, как Candlemass, Solitude Aeturnus, Solstice, While Heaven Wept и Doomsword.

### Дэт-дум-метал

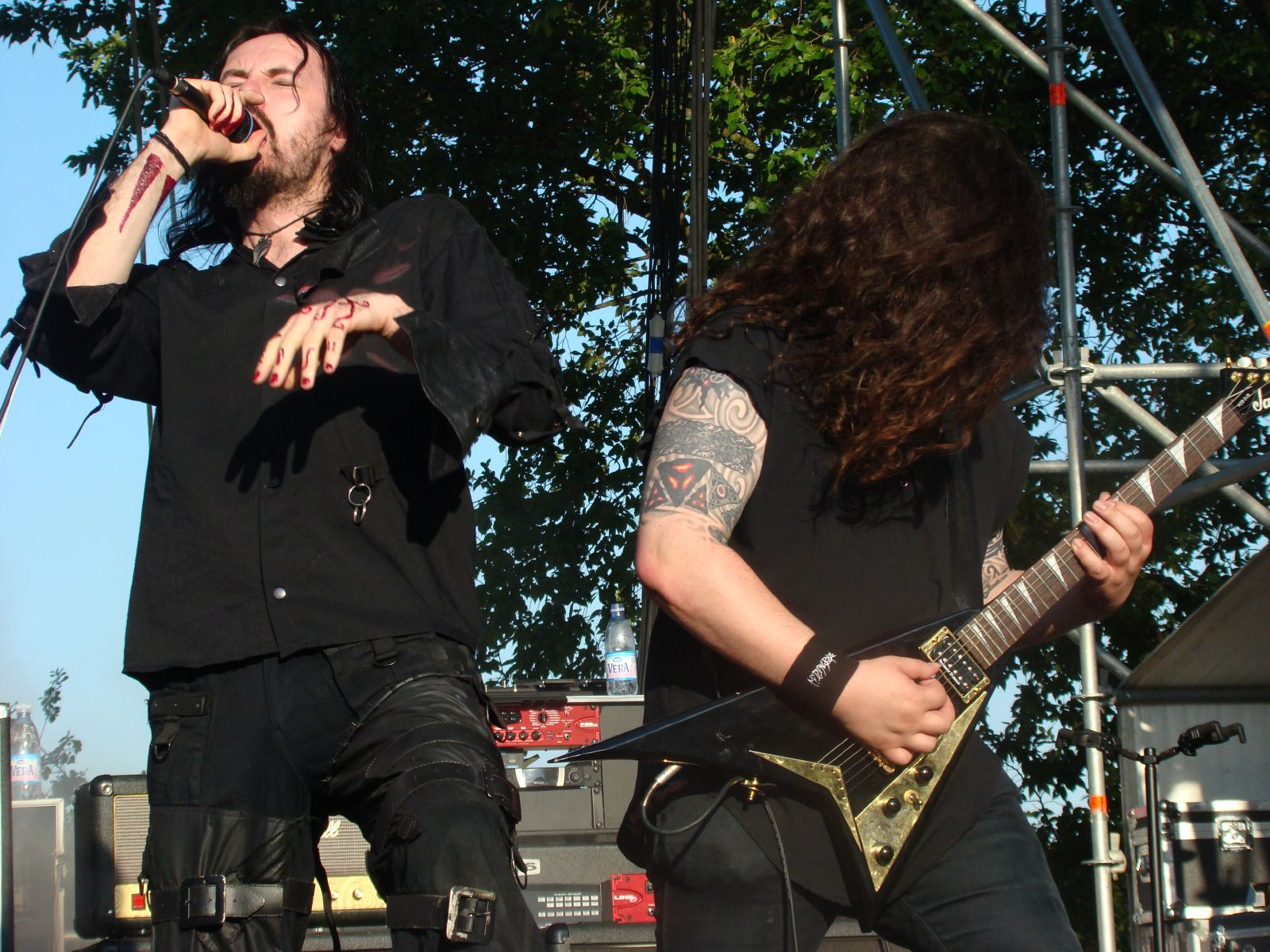
My Dying Bride — одни из представителей дэт-дум-метала.

Дэт-дум-метал (англ. death doom metal) совмещает в себе элементы дум- и дэт-метала. Дэт-дум-метал отличается невысоким темпом, тягучими гитарными партиями, большой мощью и не меньшим жёстким звучанием, гроулингом и другими видами грубого вокала, напряжённо-мрачной атмосферой. Типичные представители: My Dying Bride, Paradise Lost (ранее творчество), Tiamat, Amorphis, Winter, Anathema, Katatonia, Swallow the Sun.

#### Фьюнерал-дум-метал
Фьюнерал-дум-метал (англ. funeral doom metal) — стиль, в котором медленный темп доводится до крайностей и делается акцент на атмосфере отчаяния и опустошённости. Данный стиль можно рассматривать как отход от дэт-дум-метала с помощью более сильного замедления музыки и нередко с внедрением элементов эмбиента. В итоге получается искажённое и мрачное звучание, но, в то же время, часто мечтательное. В качестве вокала обычно используется гроулинг, но зачастую он является фоновым, и скорее используется как дополнительная текстура в музыке.
Пионерами жанра являются Thergothon, Skepticism и Funeral. Из современников можно назвать Bloody Panda, Shape of Despair, Stabat Mater и Until Death Overtakes Me.

### Атмосферный дум-метал
Атмосферик-дум-метал (англ. atmospheric doom metal) менее «тяжёлый», чем обычный дум.

### Мелодичный дум-метал
Характерной чертой для мелодик-дум-метала (англ. melodic doom metal) является оригинальная мелодика. Довольно ярким примером мелодичного дума можно назвать американскую группу YOB.

### Блэк-дум-метал
Блэк-дум-метал (англ. black doom metal, blackened doom) — стиль, сочетающий элементы дум- и блэк-метала. Обычно в плане вокала используется шрайк, а гитары сильно искажены, что характерно для блэка. Но также характерен медленный темп и низкий звук, что типично для дум-метала. Лирика охватывает темы природы, нигилизма и депрессии. В пример можно привести следующие группы: Deinonychus, Shining, Bethlehem, ранние Katatonia.

#### Депрессивный суицидальный блэк-метал
Депрессивный суицидальный блэк-метал (англ. depressive suicidal black metal), также известный как суицидальный блэк-метал, депрессивный блэк-метал или DSBM — стиль, сочетающий в себе элементы блэк-метала второй волны и дум-метала. Для DSBM-групп характерно lo-fi звучание и сильно искажённые гитары, типичные для блэк-метала, при этом DSBM-группы также используют акустические инструменты и неискажённые тембры электрогитар, типичные для дума, чередуя медленные секции с быстрым переменным штрихом. Вокал обычно пронзительный, показывающий такие чувства, как безнадёжность, отчаяние и мольба. Лирика вращается вокруг таких тем, как депрессия, самоповреждение, мизантропия, самоубийство и смерть. Среди исполнителей данного жанра встречаются музыкальные проекты, состоящие из одного человека. В пример можно привести такие группы, как Leviathan, Strid, Silencer, Make a Change… Kill Yourself и I Shalt Become.

### Готик-дум-метал

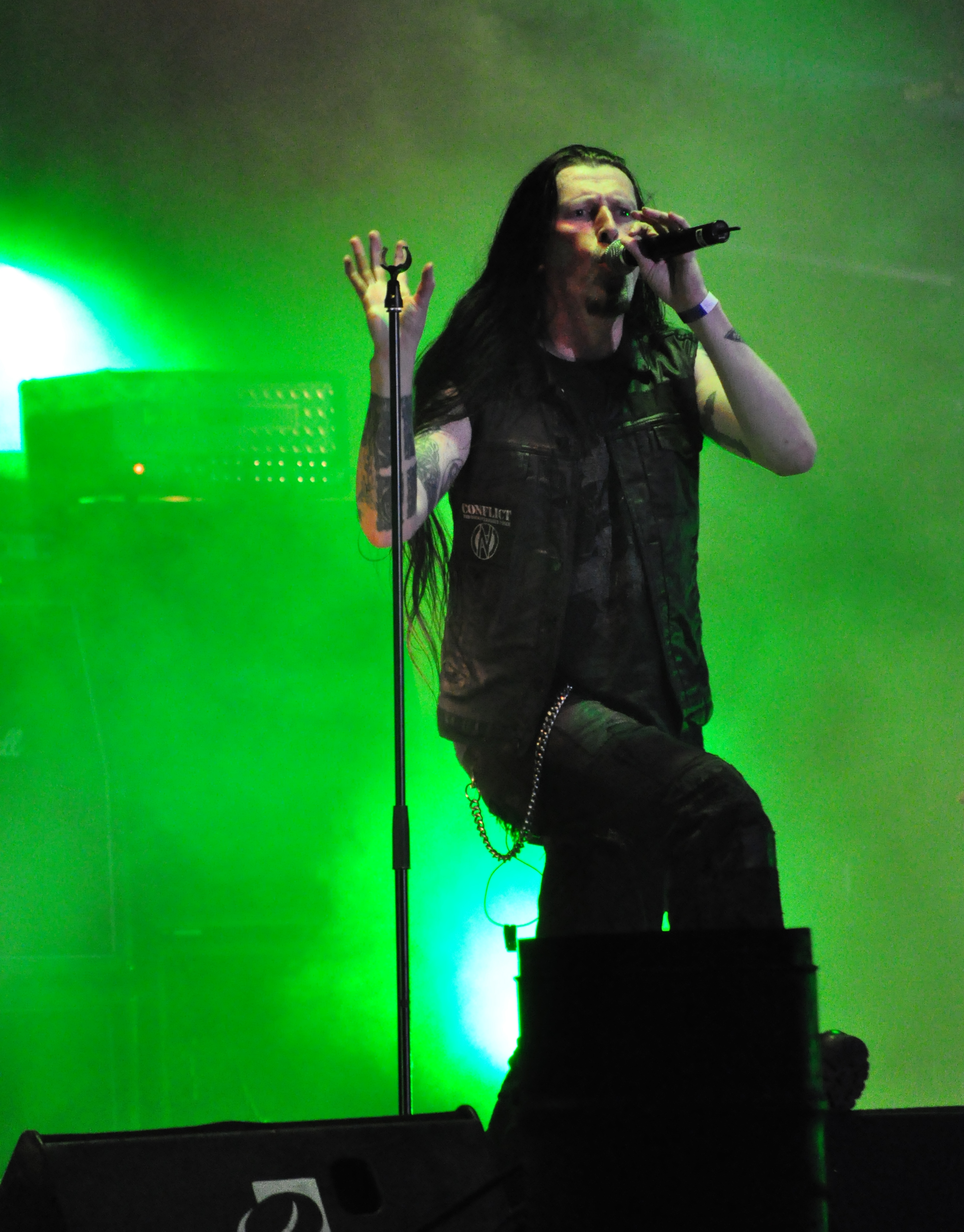
Грегор Макинтош, гитарист Paradise Lost — группы, играющей готик-дум-метал

Готик-дум-метал (англ. gothic doom metal) — достаточно условный термин, поскольку большинство групп, чьё творчество характеризуют данным словосочетанием, играет в широком музыкальном диапазоне и, зачастую, весьма далеки от типичного дум-метала, с присущей ему тяжестью и фатализмом. К готик-думу обычно относят метал-группы, исполняющие неспешную и мелодичную музыку с романтично-печальной атмосферой. Нередко в такой музыке можно услышать женский «ангельский» вокал, мужской «скорбный» рык, смычковые и клавишные инструменты. Это неспешная, относительно лёгкая и удобоваримая метал-музыка с частым использованием таких «неметаллических» инструментов как: рояли, скрипки, синтезаторы и т. п. В атмосфере этой музыки присутствуют свойственные для готики романтичные и «декадантные» (то есть эстетика распада) настроения. К думу относят весьма условно, пожалуй лишь из-за общей неторопливости и остаточных элементов дум-дэта (гроулинг, сравнительно жёсткие гитары и т. д.). Данный поджанр схож с атмосферным дум-металом. Готик-дум также подвергается влиянию психоделического рока, например, на альбомах Tiamat Wildhoney, Lake of Tears A Crimson Cosmos и во многих песнях Type O Negative.
Одной из первых групп, получивших ярлык «готик-метал», были Paradise Lost, начинавшие с дэт-дум-метала; среди других групп, сочетающих эти два жанра, — Tiamat, Lake of Tears, Type O Negative, Draconian, The Sins of Thy Beloved, The Foreshadowing и многие другие.

### Индастриал-дум-метал
Индустриальный дум (англ. industrial doom) — термин, обозначающий слияние жанров — дум-метала (как правило дэт-дума) с индастриалом, что встречается крайне редко. Для обсуждаемого направления характерно использование элементов из дум-метала, «индустриального» синтезатора, сильно искажённого звука гитар и жёстких вокалов (впрочем, в отдельных случаях встречается чистое звучание). Иногда в этом жанре можно наблюдать использование отдельных элементов из ню-метала и пост-панка. Тематика песен: депрессия и меланхолия (унаследованная от дум-метала и пионеров жанра), ужас и смерть (иногда с некоторыми элементами чёрного юмора) с добавлением психоделических элементов. Исполнителям индастриала свойственна тяга к эпатажу. Представители: Zaraza (после 1997 года), Borderline Prime, Zylum, Author & Punisher.

### Авангардный дум-метал
К авангардному дум-металу (англ. avantgarde doom metal) или экспериментальному дум-металу (англ. experimental doom metal) причисляют неопределённых по стилю, необычные и уникальные дум-группы с некоторой примесью артистизма. Хорошим примером являются Esoteric и Unholy. Авангард-думом можно также назвать группы, не имеющие по всем признакам прямое отношение к дум-металу, но играющие музыку с некоторыми элементами и/или под его влиянием: In The Woods (альбом «Omnio»), Neurosis, Jesu, Aarni, Thou.

### Дроун-метал
Дроун-метал (дроун-дум-метал (англ. drone doom metal) — сверхмедленный и экстремальный последователь традиционного дум-метала. Этот стиль даже более минималистичный и труднодоступный для понимания, чем фьюнерал-дум-метал. В этой музыке также ощущается влияние зачинателей дума Black Sabbath, но многие современные дроун-дум группы дополняют свою музыку такими стилями как noise и ambient. Композиции, как правило, создаются благодаря своеобразно «гудящим» (drone), заниженным дисторшн-гитар и баса, нередко с сильной реверберацией всей музыки и иногда с чистыми (мелодичными) мотивами.
Композиции в стиле дроун-дум (англ. drone doom) обычно длинные — типичный трек длится от десяти до тридцати минут, а некоторые альбомы состоят вообще из единственного трека. Вокал и даже ударные часто отсутствуют, и музыке не хватает ритма в обычном понимании. Как и фьюнерал-дум, музыка в стиле дроун-дум выражает отчаяние и опустошённость, хотя апокалиптические и таинственные темы тоже нередки.
Новатора Стивена О’Мэйлли, на которого сильное влияние оказала группа Earth и который был вовлечён в такие плодотворные проекты как Burning Witch и Sunn O))), можно с уверенностью назвать создателем дроун-дума как определённого подстиля. Группа Sunn O))) и их предшественница Earth считаются двумя самыми значимыми группами в этом стиле. Другими типичными примерами дроун-дума являются: Boris, Nadja и Black Boned Angel.

### Стоунер-метал

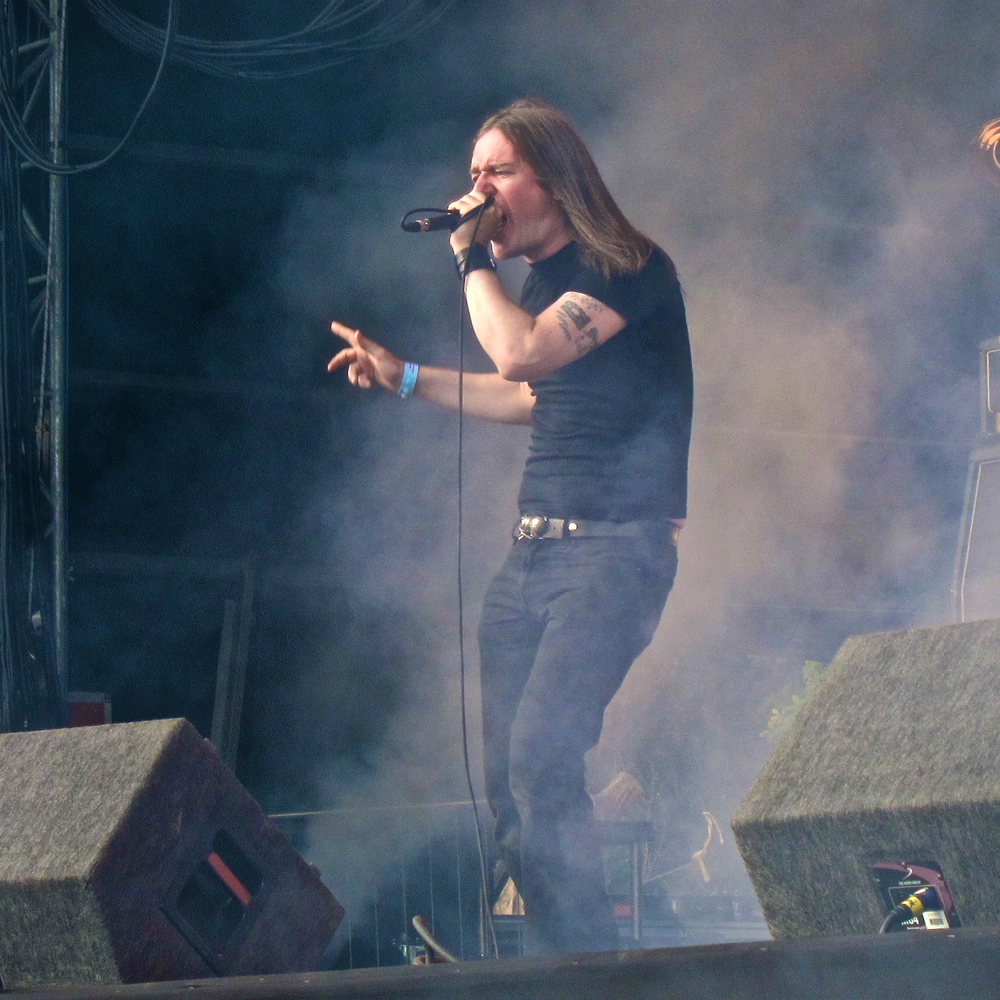
Ли Дориан, вокалист Cathedral, представителей стоунер-дума

Стоунер-метал (англ. stoner metal) или же стоунер-дум (англ. stoner doom) совмещает в себе элементы психоделического и эйсид-рока. Стоунер-группы обычно играют в медленном или среднем темпе, используя мелодичный вокал и «ретро» звук. Пионерами жанра являются Kyuss, Sleep, Acid King и Sons of Otis.

### Сладж-метал
Сладж-метал (англ. sludge metal), также известный как сладжкор (англ. sludgecore) — стиль, который совмещает в себе черты дум-метала и хардкор-панка, а иногда и сатерн-рока. Многие сладж-группы сочиняют медленные и тяжёлые песни. Струнные инструменты сильно искажены и зачастую издают много фидбэка. Ударные зачастую в типичном для дум-метала стиле, но также барабанщики могут использовать типичный для хардкор-панка драм-бит. Вокал обычно крикливый или вопиющий, а тексты песен затрагивают темы страдания, наркозависимости, политики и гнева на общество. Типичные представители: Eyehategod, Crowbar, Buzzov*en, Acid Bath и Grief.

### Прогрессивный дум
Прогрессивный дум (англ. progressive doom) совмещает в себе элементы прогрессивного и дум-метала. В пример можно привести такие группы, как King Goat, Below the Sun и Oceans of Slumber.

## Лучшие представители жанра по версииLoudwire
В 2022 году американский онлайн-журнал Loudwire опубликовал топ-25 дум-метал-альбомов, по их мнению. Места с 1-го по 10-е заняли:
1. Candlemass — Epicus Doomicus Metallicus (1986)
2. Black Sabbath — Master of Reality (1971)
3. Electric Wizard — Dopethrone (2000)
4. My Dying Bride — Turn Loose the Swans (1993)
5. Thergothon[англ.] — Stream from the Heavens[англ.] (1994)
6. Saint Vitus — Born Too Late[англ.] (1986)
7. Candlemass — Nightfall (1987)
8. Cathedral — The Ethereal Mirror[англ.] (1993)
9. Type O Negative — Bloody Kisses (1993)
10. Black Sabbath — Paranoid (1970)